# Locomotive SFSP 34-38, 80-89
Le locomotive 34 ÷ 38 e 80 ÷ 89 delle Strade Ferrate dello Stato Piemontese erano delle locomotive a vapore costruite tra il 1853 e 1855 dalla fabbrica di locomotive inglese Sharp atte alla trazione di treni veloci.
Le ruote motrici avevano un diametro di poco meno di 2 metri che consentiva loro di raggiungere gli 80 km/h. 
Il progetto delle macchine era di tipica scuola inglese a carro esterno alle ruote e meccanismo di trazione interno. 
Il tender trasportava 7 t di acqua e 3 t di carbone. Sviluppavano 300 CV di potenza.
Nel 1865 passarono alla Società per le Ferrovie dell'Alta Italia (SFAI) che le numerò da 91 a 105; questa nel 1864 ne aveva acquistate altre cinque unità numerate da 106 a 110.
Nel 1885 alla costituzione delle grandi reti nazionali vennero assegnate al parco rotabili della Rete Mediterranea (RM), ove assunsero la numerazione da 519 a 538.
Nel 1905, alla costituzione delle Ferrovie dello Stato, erano sopravvissute solo 5 unità, che vennero immatricolate nel gruppo 103 con numeri da 1031 a 1035. Dato che si trattava di macchine ormai obsolete vennero tutte demolite tra 1909 e 1910.